# Abbaye Saint-Victor de Paris
Pour les articles homonymes, voir Abbaye Saint-Victor et Saint-Victor.
L'abbaye Saint-Victor de Paris est une ancienne abbaye de chanoines réguliers fondée au XIIe siècle par Guillaume de Champeaux, archidiacre et directeur (écolâtre) de l'école cathédrale  de Notre-Dame de Paris. En quelques dizaines d'années Saint-Victor est devenue l'un des centres les plus importants de la vie intellectuelle de l'Occident médiéval, surtout dans le domaine de la théologie et de la philosophie. Son rayonnement perça au travers de maîtres aussi illustres que Hugues, Adam, André, Richard ou Thomas Gallus, explorant de nombreux champs de la connaissance.
Supprimée en 1790, l'abbaye fut démolie en 1811 et remplacée, d'abord par la halle aux vins, puis, dans la deuxième moitié du XXe siècle par la faculté des sciences, et aujourd'hui les sites de l'institut de physique du globe et de l'université Jussieu.
La devise de l'abbaye était : Jesus, Maria, sanctus Victor, sanctus Augustinus.

## Historique

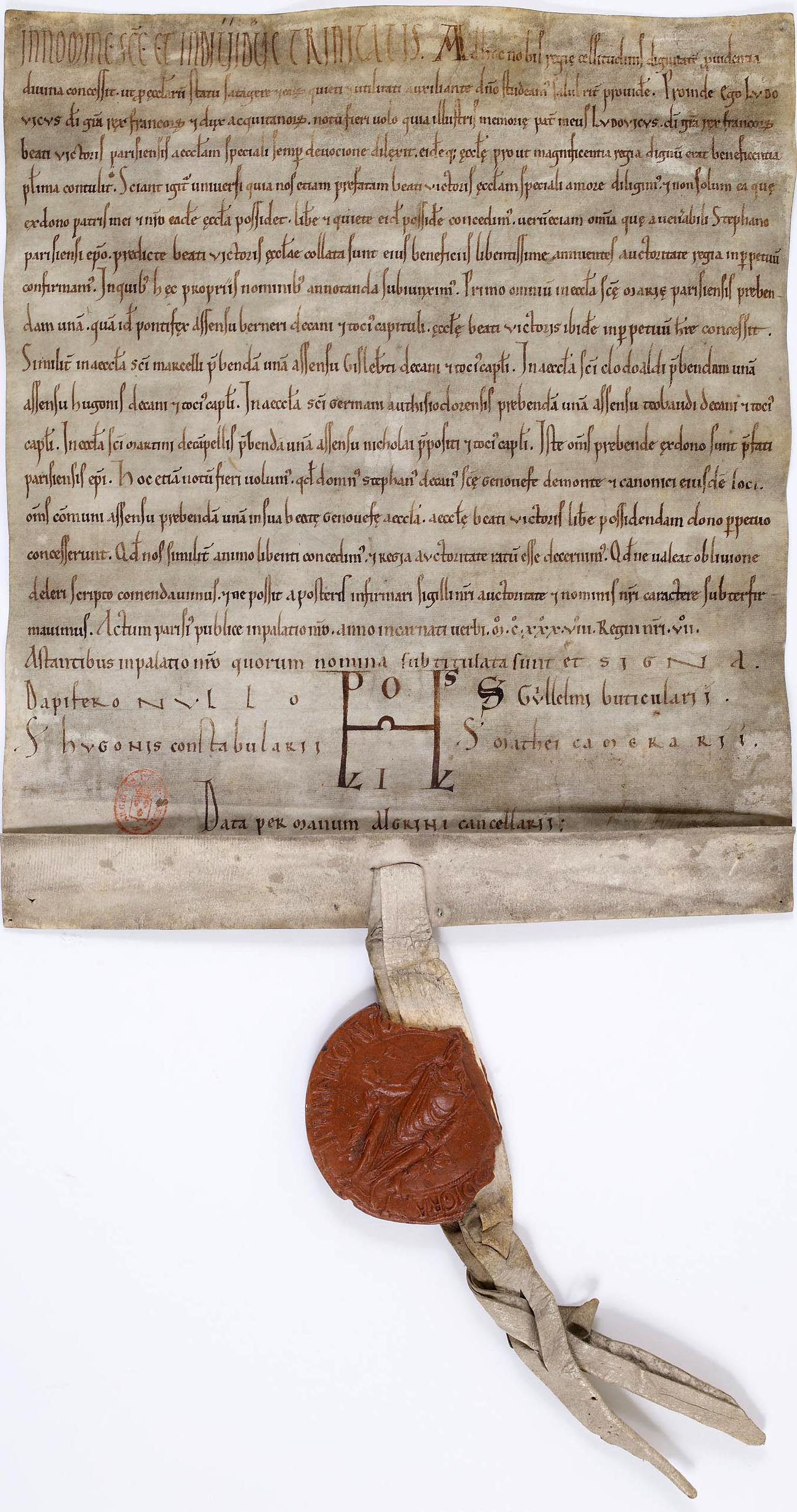
Le roi Louis VII le Jeune confirme des donations faites à l’abbaye de Saint-Victor en 1138. Archives nationales.

### Fondation
Guillaume de Champeaux se retire de l'enseignement en 1108 avec quelques disciples dans un ermitage (ou cella) dépendant de l'abbaye Saint-Victor de Marseille au pied de la montagne Sainte-Geneviève. L'abbaye resta hors des murs de l'enceinte construite par Philippe Auguste à la fin du XIIe siècle.
En 1113, lorsque Guillaume est élu évêque de Châlons-sur-Marne, Louis VI le Gros transforme la petite retraite en abbaye richement dotée et l'année suivante, le pape en confirme la fondation.
Le successeur de Guillaume est le prieur Gilduin, le plus cher disciple de Guillaume et confesseur du roi. Natif de Paris, il en sera l'abbé de 1113 à 1155, donnant une règle dans le Liber ordinis Sancti Victoris, suivant un ascétisme rigoureux, où domine le silence et le travail manuel.
En 1148, l'abbaye acquiert la collégiale de Sainte-Geneviève.

### Développement
Saint-Victor devient un lieu de retraite prisé par Bernard de Clairvaux ou Thomas Becket (1118-1170) et les évêques de Paris y avaient un appartement. Le cloître devient quant à lui une école publique de théologie et des arts libéraux, sorte de monastère-université que fréquente le philosophe Abélard ou Pierre Lombard auteur des célèbres Sentences commentées jusqu'à Luther.

### Suite

Plan restitué de Paris en 1380, secteur de l'abbaye Saint-Victor.

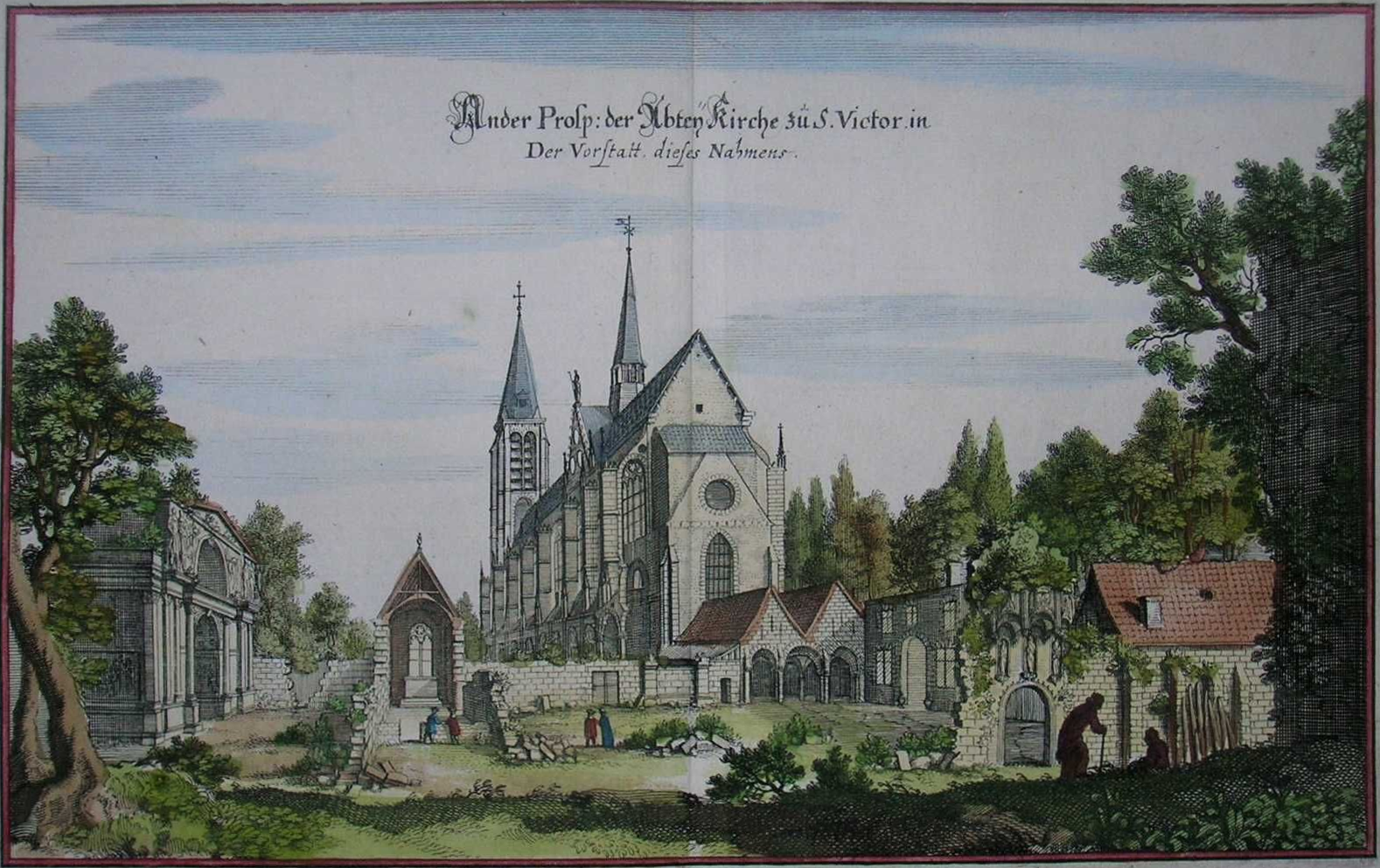
L'église Saint-Victor peu avant 1650 (gravure de Matthäus Merian).

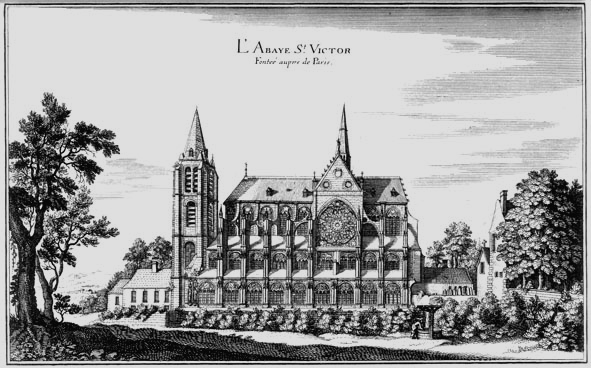
L'église Saint-Victor (gravure).

Au XIIIe siècle, l'école est concurrencée par l'université de Paris qui l'éclipse, tout en étant chargée de la pénitence pour l'ensemble des étudiants, que les Victorins incitent à une vie moins mondaine, consacrée à l'édification des fidèles et à la liturgie. Grâce à la faveur de l'évêque de Paris, l'abbaye comptera quarante-quatre maisons à la mort de Gilduin (1155) le premier abbé, et jusqu'à environ soixante-dix maisons de confédérations autonomes au nord de la Loire. Une lettre du pape Grégoire IX du 2 juillet 1233, permet de préciser les abbayes : diocèses de : Bourges (abbaye de Saint-Satur et abbaye Saint-Ambroix), Sens (abbaye du Jard), Meaux (abbaye de Juilly), Arras (abbaye Notre-Dame d'Eaucourt), Orléans (abbaye Saint-Euverte d'Orléans), Senlis (Oise) (abbaye Saint-Vincent et abbaye de la Victoire), Noyon (abbaye Saint-Barthélémy), Rouen (abbaye Notre-Dame d'Eu), Cambrai (abbaye Notre-Dame de Cantimpré), mais aussi à Sancerre, en Italie, au Danemark et même en Angleterre.
En 1237, une chaire de théologie, liée à l'université, est créée sur place.

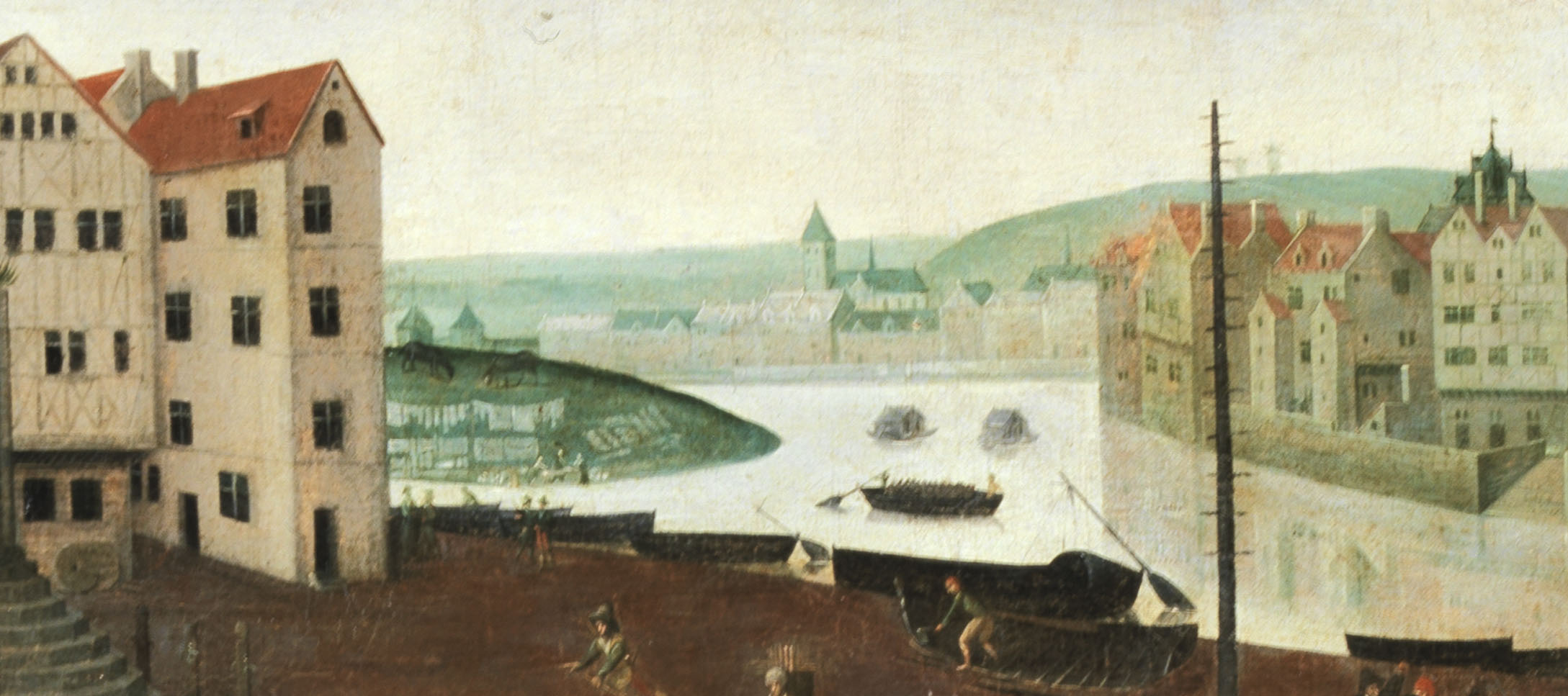
Abbaye Saint-Victor vue depuis la place de Grève en 1590 ou 1593 (musée Carnavalet).

Au début du XIVe siècle la plupart des bâtiments du XIIe siècle sont détruits et remplacés par de nouveaux locaux plus vastes, mieux éclairés. L'abbaye, au sommet de son éclat, englobe alors la plus grande partie de la « Terre d'Alez », à travers laquelle coulait la Bièvre qui se jette dans la Seine non loin de là, et où se dressait une butte, ancien dépotoir recouvert de terre en 1303, nommée « butte Coypeau » et portant un moulin, dit « de la Tournelle », à la place duquel se trouve aujourd'hui la gloriette de Buffon.
À partir de 1350, l'abbaye connaît des difficultés et malgré plusieurs réformes, elle est finalement absorbée en 1633 par la congrégation de France. Au XVIIe siècle l'abbaye, à la suite de la signature de la réforme catholique le 18 mars 1649, décide l'envoi de dix religieux provenant de diverses abbayes augustines pour reconstruire sous la direction du Père Asselin l'abbaye Notre-Dame de Paimpont, en commençant par deux bâtiments pour les membres de la communauté religieuse : le Grand Logis et le Manoir abbatial.
La congrégation est supprimée en 1790 pendant la Révolution, l'église est érigée en paroisse en 1791, puis les bâtiments sont vendus comme biens nationaux, avant d'être finalement démolis en 1811. Un des derniers vestiges de l'enceinte de l'abbaye, la tour dite « d'Alexandre », contre laquelle se dressait la fontaine Saint-Victor, a été détruit avec cette dernière en 1840.

## Présentation de la congrégation

### Armoiries et devise de l'abbaye
La devise de l'abbaye était : « Jesus, Maria, sanctus Victor, sanctus Augustinus ».

### Maîtres de Saint-Victor
Les maîtres principaux et emblématiques de cette abbaye savante restent Hugues et Richard de Saint-Victor. Le premier étant reconnu comme le véritable fondateur de l'école, abbé de 1125 à 1140, est tout à la fois savant, philosophe, mystique et pédagogue. L'ouvrage De sacramentis christianae fidei (1136-1141) est la plus importante synthèse théologique avant Thomas d'Aquin. Le second, Richard de Saint-Victor est considéré comme le fondateur de la mystique médiévale.

### Religieux

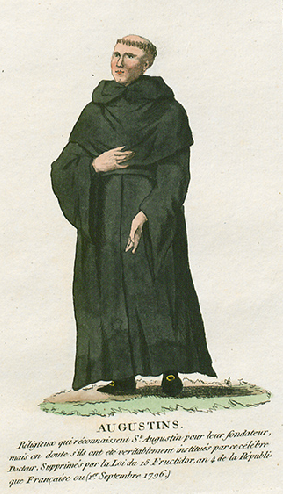
Costume des augustins (gravure de 1811).

#### Illustre congrégation
Les Victorins sont une des plus illustres congrégations du XIIe siècle, dans une orientation urbaine et intellectuelle. Grâce à Hugues et son enseignement complet, l'école prend une dimension universaliste que les Victorins défendent contre ceux qui veulent « déchirer et lacérer ce corps d'ensemble et qui, par un jugement pervers, choisissent arbitrairement ce qui leur plaît ».

#### Principaux victorins
XIIe siècle
- Hugues de Saint-Victor (mort en 1141), abbé de 1125 à 1140, d'une immense érudition, tout à la fois théologien, philosophe et mystique, il est le véritable fondateur de l'école. Il a la volonté d'unir tous les savoirs qui donnera la spécificité à l'école de Saint-Victor.
- Achard de Saint-Victor (mort en 1171). Son « De unitate Dei » est très proche d'Anselme de Cantorbéry.
- Richard de Saint-Victor (mort en 1173). Prieur de l'abbaye et l'un des fondateurs de la mystique médiévale.
- André de Saint-Victor (mort en 1175). Exégète.
- Pierre le Mangeur (Pierre Comestor, mort après 1179).
- Jean Sarrazin (vers 1115-vers 1180) Clerc, maître à l'école cathédrale de Poitiers, traducteur de Denys (la novo translatio fut achevée en 1167) et d'un commentaire sur la Hiérarchie… du même. Hugues avait participé à la traduction[7].
- Adam de Saint-Victor (mort en 1177 ou 1192). Poète et musicien.
- Garnier de Saint-Victor. Auteur du « Gregorianum », compilation d'interprétations allégoriques de Grégoire le Grand.
- Gautier de Saint-Victor ou Gauthier, ou Gualterus (mort après 1180). Ce Victorin reste fidèle à une exégèse allégorique. Dans son Contra quatuor labyrinthos Franciæ (Contre les quatre labyrinthes de France) il s'en prend à Pierre Abélard, Pierre Lombard, Pierre de Poitiers et Gilbert de La Porrée et sans le nommer à Godefroy : il est hostile à assoir la théologie sur la philosophie.
- Godefroy de Breteuil (vers 1130-vers 1194), sous-prieur de Saint-Victor et auteur d'une séquence célèbre du Codex Buranus (ou Carmina Burana) le « Planctus Mariæ Virginis »[8].
- Godefroy de Saint-Victor (mort en 1194). Son poème fons philosophiæ reprend en vers le programme didactique d'Hugues du Didascalicon. C'est un humaniste chrétien qui éclate dans son Microcosme où il cherche l'harmonie entre l'homme et l'univers.
- Absalon de Saint-Victor (mort en 1203). Confondu semble-t-il avec l'abbé Absalon de Springkisbach (diocèse de Trèves)[9]. Abbé de Saint-Victor depuis 1198. Auteur d'une cinquantaine de sermons[10]. Absalon de Saint-Victor, est scandalisé de l'intérêt porté à la « conformation du globe, la nature des éléments, l'emplacement des étoiles, la nature des animaux, la violence du vent, la vie des plantes et des racines. » La curiosité envers la création indigne les traditionalistes. Dans l'un d'eux il s'en prend aux abus de son époque : « À quoi servent ces sophismes inextricables qui sont de mode, cette fureur de subtilités où beaucoup se sont perdus ? ». Il dit encore : « Là où domine l'esprit d'Aristote, ne peut régner l'esprit du Christ ».

XIIIe siècle
- Pierre de Poitiers (mort après 1216)
- Thomas Gallus (mort en 1246). Formé à Saint-Victor. Auteur de gloses et commentaires sur Pseudo-Denys l'Aréopagite (1238) à partir des traductions de Jean Sarrazin. Il écrit aussi les premières concordances, rangées dans l'ordre alphabétique des notions de l'Écriture, outil pour le travail exégétique.
- Guillaume d'Auvergne (mort en 1249).
- Jean de Saint-Victor (abbé) (mort après 1230), dit Jean le Teutonique, abbé de Saint-Victor entre 1203 et 1229.

XIVe siècle
- Jean de Saint-Victor (chroniqueur) (mort vers 1351) ou Jean Bouin, auteur du « Memoriale historiarum ».

XVe siècle
- Pierre d'Ailly (mort en 1420).
- Jean de Gerson (mort en 1429).

XVIIe siècle
- Simon Gourdan, historien victorin auteur des Vies et maximes saintes des hommes illustres qui ont fleuri dans l'abbaye de Saint-Victor.
- Philippe Gourreau de la Proustière (1611-1694), chanoine à partir de 1628 et grand prieur du 29 août 1664 au 29 août 1667[11], auteur de Mémoires.
- Jean de Thoulouze, bibliothécaire de l'abbaye vers 1640 et auteur d'un Mémorial de l'abbaye entre 1605 et 1659 (Antiquates regalis abattiæ Sancti Victoris libri duodecim).
- Jean de Santeul (1630-1697), chanoine et poète, connu pour son Recueil de nouvelles odes sacrées.

XVIIIe siècle
- François Valentin Mulot (1749-1804), bibliothécaire des chanoines, auteur d'un journal[12], engagé dans le mouvement révolutionnaire.

### Bibliothèque

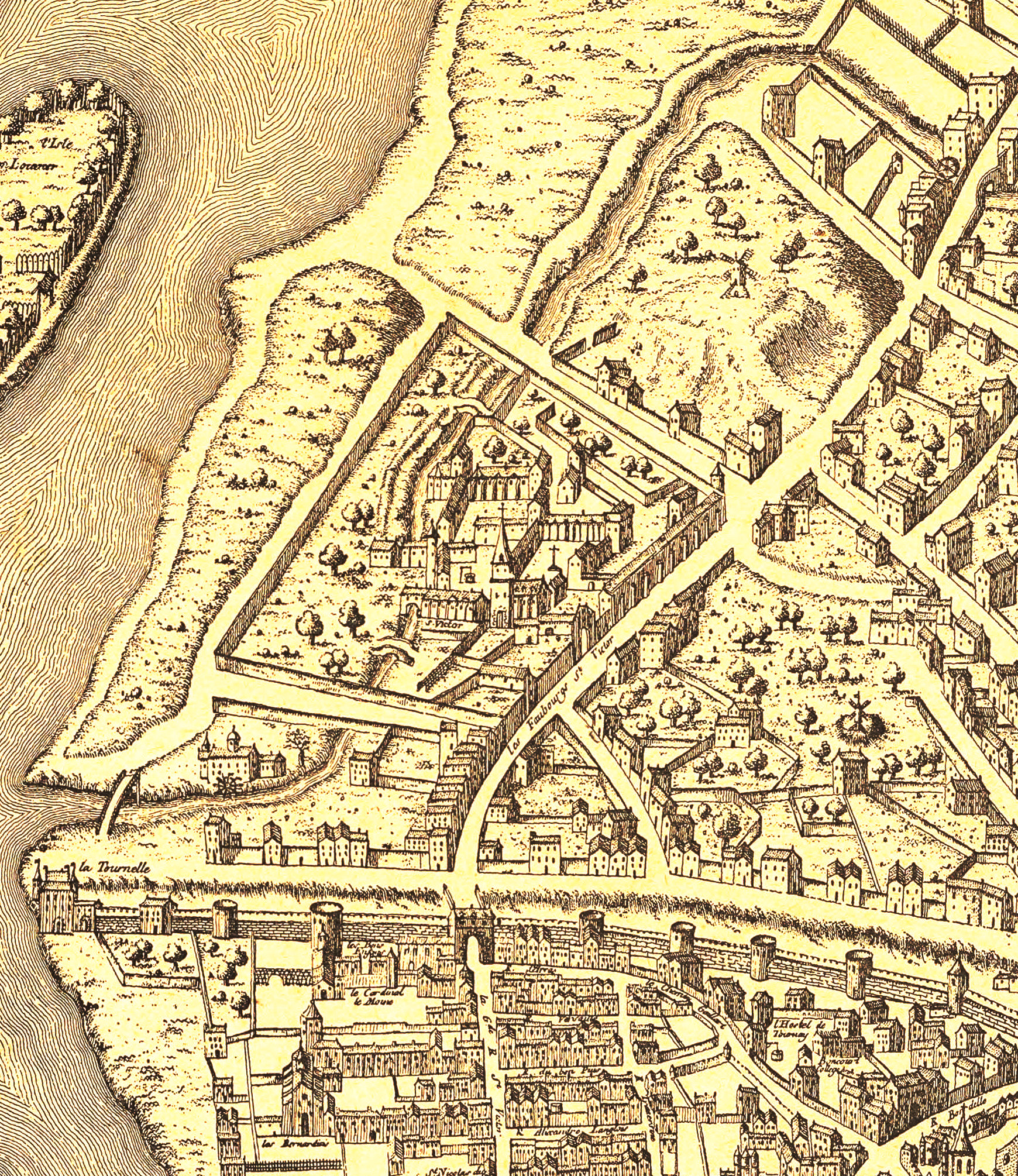
Extrait du plan de Paris au XVIe siècle de 1756. Fonds BnF. En bas les murs de Paris, à gauche, la Tournelle et le moulin de la Bièvre, l'enceinte de l'abbaye Saint-Victor traversée par la Bièvre, les faubourgs Saint-Victor en diagonale, le moulin d'Ivry sur sa butte, en haut à droite.

L'abbaye possédait une riche bibliothèque  (librairie disait-on à l'époque) ouverte au public. Dans la salle de consultation les manuscrits étaient enchaînés. Mais il y avait d'autres possessions : les manuscrits liturgiques étaient conservés au chœur, certains autres près du réfectoire, pour la lecture à haute voix, à l'infirmerie à destination des malades et mourants, et d'autres encore constitués de doubles réservés par le bibliothécaire (armarius).
L'activité d'enseignement de l'abbaye favorisa le développement du fonds de la bibliothèque. Richement dotée, l'abbaye entretenait une activité de copie au XIIe siècle, par des chanoines mais aussi des copistes professionnels. Des legs enrichirent aussi beaucoup la collection (tels la moitié de la bibliothèque d'Adénulphe d'Anagni vers 1289-1290, ou encore la bibliothèque de Louis Cousin en 1707). Les livres que les chanoines possédaient à leur arrivée à l'abbaye devenaient la possession de la bibliothèque de l'abbaye.
Dans le Pantagruel de Rabelais, on trouve mention de « la librairie Saint-Victor »,. À la façon d'une digression terminant le chapitre VII, l'auteur donne une liste de 139 titres de livres imaginaires à l'intention satirique.

### Scriptorium
La philosophie développée par ces Victorins était de donner un support rationnel à la mystique, aidés de la grâce divine, de l'illumination ou les principes de la vérité innés à l'âme. Un des buts caractéristiques de tous les victorins est de promouvoir la vie spirituelle.

## Analyses

### Exégèse
L'exégèse victorine prend son essor avec Hugues. André de Saint-Victor s'en distingue particulièrement par le recours aux sources hébraïques. Plus systématique que son prédécesseur, il joue un rôle qui reste marginal par rapport aux courants dominants de l'exégèse médiévale. Mort en 1175, abbé de l'abbaye de Wigmore en Angleterre (Pays de Galles). Dans De Emmanuel, Richard, puis Gaudefroy s'en prenant vivement à lui, jugeant stérile et étroit son retour au texte hébraïque. Roger Bacon au XIIIe siècle se plaindra de même de l'influence d'André. C'est dire son importance et en fait, De l'Emmanuel favorisa la diffusion de l'interprétation du commentaire d'Isaïe.
À la fin du siècle apparaît un « traditionaliste étroit » (J. Châtillon), tel Gautier de Saint-Victor (mort après 1180) ou Absalon de Saint-Victor (mort en 1203). Gautier (ou Gauthier ou Gualterus) prieur de l'abbaye, dans son Contra quatuor labyrinthos Franciæ (vers 1177), attaque des théologiens novateurs, tel Abélard, Pierre Lombard, Pierre de Poitiers ainsi que son disciple Gilbert de La Porrée, pour leur aristotélisme : « au souffle du seul Aristote, ils ont osé, avec une légèreté d'écolier, aborder les ineffables mystères de la Trinité et de l'incarnation », alors que les théologiens d'antan se contentaient de la lecture des Pères de l'Église. Ce texte que l'on peut considérer comme étant contestable rend compte de l'esprit de nouveautés qui effrayaient : la dialectique (et la dispute) envahissait la théologie. Cette conduite anti-scolastique est partagée par Absalon de Saint-Victor, confondu semble-t-il avec l'abbé Absalon de Springkisbach (diocèse de Trèves), abbé de Saint-Victor depuis 1198 est l'auteur d'une cinquantaine de sermons. Dans l'un d'eux il s'en prend aux abus de son époque, allant encore plus loin dans le rejet des sciences séculières : « À quoi servent ces sophismes inextricables qui sont de mode, cette fureur de subtilités où beaucoup se sont perdus ? ». Ou encore : « Là où domine l'esprit d'Aristote, ne peut régner l'esprit du Christ ».

### La règle
Le développement des chanoines réguliers s'inscrit dans le mouvement de l'organisation contrôlée de la vie cléricale séculière, caractérisée par plusieurs des paliers réformateurs : la période carolingienne avec les règles de Chrodegang de Metz et du concile d'Aix la Chapelle et surtout la Réforme grégorienne au XIe siècle qui promeut la règle de saint Augustin dont naîtront plusieurs familles canoniales. Elle se distingue surtout du régime monastique placé le plus souvent sous la règle bénédictine, très détaillée.
Dans un des nombreux commentaires de la règle de saint Augustin, l’Expositio in regulam sancti Augustini, on voit la règle comme un traité de charité, d'amour du prochain, restaurant la vie pratiquée par les apôtres. Un liber ordinis Sancti Victoris sert de coutumier. L'organisation n'est pas très ferme.

### Musique et liturgie
La liturgie était sensiblement identique à celle de la Cathédrale, de type séculier c'est-à-dire non monastique. Saint-Victor était aussi un centre musical, comme l'est la cathédrale Notre-Dame de Paris. Sous l'influence du poète Adam de Saint-Victor (✝ v. 1192) une innovation intervient dans le traitement de la séquence, morceau chanté dérivé de l'Alleluia. « Le musicien a toute liberté pour créer des mélodies sur des textes qui ne ressemblent plus à la prose mais qui sont écrits d'après la versification de la poésie médiévale. » Les œuvres d'Adam seront rapidement très populaires.

## Terriers, dépendances et revenus

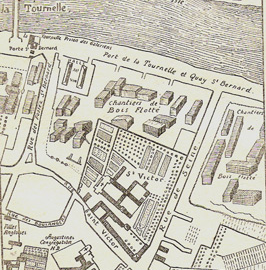
Le quartier Saint-Victor et la Halle aux Vins. Plan Félibien, 1734.

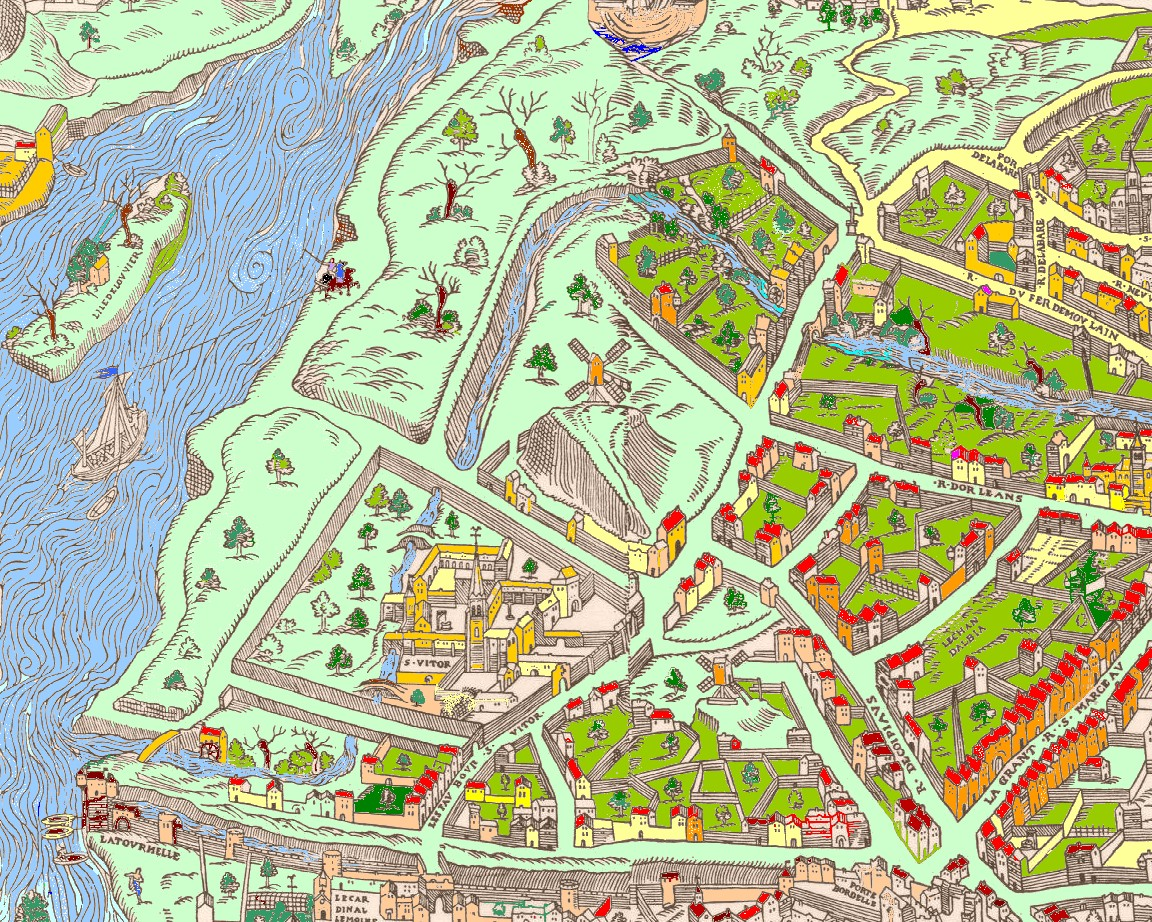
La Bièvre détournée par les moines de Saint-Victor, pour alimenter le moulin et arroser leurs terres, au (plan de Bâle, vers 1550).

### Reliques
Sous la menace des incursions de pirates normands en Bretagne, il fallut mettre à l'abri la châsse des reliques de saint Malo qui fut transportée vers 963-965 à Paris, par les soins de Salvator, évêque breton d'Alet (Saint-Malo), et de Junanus, abbé de Léhon, d'abord dans l'église Saint-Barthélémy de Paris, puis à l'abbaye de Saint-Victor. Une partie fut ensuite transportée et vénérée à l'abbaye de Saint-Sauve, de Montreuil-sur-Mer.

### Prieurés
L'influence de l'abbaye s'étend sur les prieurés où elle envoie ses religieux et recueille les revenus comme au prieuré de Saint-Paul d'Aulnay près de Chevreuse.

### Vignes
Avant 1123 : Girbert (mort en 1123), évêque de Paris donna à l'abbaye plusieurs arpents de vigne à Bagneux,.

### Seigneuries
- 1580 : dans un procès-verbal de la Coutume de Paris, l'abbaye prend le titre de : Seigneur en partie de Bagneux[20].
- Les religieux de Saint-Victor-lès-Paris avaient une seigneurie à Amblainville au XVIe siècle[21].